# Gjoa Haven
Gjoa Haven (Inuktitut: Uqsuqtuuq; Syllabics: ᐅᖅᓱᖅᑑᖅ, „Ort mit Mengen von Speck“) ist ein Ort in der Region Kitikmeot im Territorium Nunavut, Kanada mit etwa 1.300 Einwohnern (davon 94 % Inuit). Sie liegt auf der Neumayer-Halbinsel an der Südostküste der King-William-Insel am Rasmussen Basin. 1961 lebten hier nur etwa 100 Menschen. Die Gemeinde ist eine der am raschesten wachsenden Siedlungen von Nunavut, da sich viele zuvor nomadisch lebende Inuit hier niederlassen.

## Name
Sie erhielt ihren Namen nach dem hölzernen Schiff Gjøa, mit dem der Norweger Roald Amundsen zwischen 1903 und 1906 als Erster die Nordwestpassage bezwang.
Der Inuktitut-Name lautet Uqsuqtuuq (Syllabics: ᐅᖅᓱᖅᑑᖅ) und bedeutet „Ort mit Mengen von Speck“, da sich hier früher ganze Robbenherden aufhielten. Die Inuit der Umgegend nennen sich daher auch Natsilik-Inuit oder Natsilingmiut (von Inuktitut „natsiq“, Robbe).

## Klima
Gjoa Haven liegt in der Zone des polaren Tundraklimas (nach der von Köppen entwickelten Klassifikation). Das Klima ist durch kühle Sommer und extrem kalte Winter geprägt und insgesamt sehr trocken. Am 14. Februar 1990 wurde in Gjoa Haven mit −50,2 °C die tiefste Temperatur im Zeitraum von 1981 bis 2010 gemessen. Der Höchstwert wurde mit 24,1 °C am 6. Juli 1996 erreicht.
|                        | Jan   | Feb   | Mär   | Apr   | Mai   | Jun  | Jul  | Aug  | Sep  | Okt   | Nov   | Dez   |   |       |
| Mittl. Temperatur (°C) | −33,8 | −34,0 | −28,9 | −20,4 | −9,4  | 1,4  | 8,0  | 5,8  | 0,1  | −9,5  | −22,5 | −29,9 | ⌀ | −14,3 |
| Mittl. Tagesmax. (°C)  | −30,4 | −30,7 | −25,1 | −16,0 | −5,9  | 4,2  | 12,1 | 8,9  | 2,1  | −6,7  | −19,0 | −26,6 | ⌀ | −11   |
| Mittl. Tagesmin. (°C)  | −37,1 | −37,0 | −32,6 | −24,8 | −12,9 | −1,5 | 3,8  | 2,7  | −2,0 | −12,3 | −25,8 | −33,1 | ⌀ | −17,6 |
|                        |       |       |       |       |       |      |      |      |      |       |       |       |   |       |
| Niederschlag (mm)      | 8,8   | 7,8   | 12,9  | 13,5  | 15,0  | 14,7 | 21,2 | 28,4 | 24,2 | 25,0  | 11,4  | 8,8   | Σ | 191,7 |
|                        |       |       |       |       |       |      |      |      |      |       |       |       |   |       |
| Regentage (d)          | 8,2   | 6,4   | 9,0   | 8,8   | 9,6   | 6,8  | 7,8  | 11   | 12   | 14,1  | 10,1  | 8,2   | Σ | 112   |

| −37,1 |

| −37,0 |

| −32,6 |

| −24,8 |

| −12,9 |

| −1,5 |

| 3,8 |

| 2,7 |

| −2,0 |

| −12,3 |

| −25,8 |

| −33,1 |

| −37,1 |

| −37,0 |

| −32,6 |

| −24,8 |

| −12,9 |

| −1,5 |

| 3,8 |

| 2,7 |

| −2,0 |

| −12,3 |

| −25,8 |

| −33,1 |

## Geschichte
1848 fand die dritte Expedition John Franklins (die sogenannte „Franklin-Expedition“) zur Suche einer Nordwestpassage auf der King-William-Insel ihr tragisches Ende. Erst elf Jahre später, 1859, erreichte Francis Leopold McClintock auf der Suche nach dem Franklin-Expeditionskorps die Insel als nächster Europäer.
Mehr als vier Jahrzehnte später gelangte Roald Amundsen hierher, als er und sechs Mann Besatzung mit der Gjøa die Nordwestpassage durchquerten. Amundsen ließ zweimal überwintern und nutzte den Aufenthalt, sich mit der traditionellen Lebensweise der Natsilik vertraut zu machen. Während die Mannschaft auf dem Schiff verblieb, quartierte er sich bei den Inuit ein. In den eineinhalb Jahren kam es auch zu engeren Kontakten zwischen den Seeleuten und weiblichen Ureinwohnern, weshalb heute bei nicht wenigen Siedlungsbewohnern verwandtschaftliche Verbindungen zu den Norwegern bestehen.
Später kamen römisch-katholische und anglikanische Missionare, und 1927 etablierte die Hudson’s Bay Company einen Handelsposten.
Gjoa Haven hat eine Reihe von begabten Inuit-Künstlern hervorgebracht; der bekannteste war Judas Ullulaq (1937–1999).

## Verkehr
Der Gjoa Haven Airport (IATA: YHK, ICAO: CYHK) liegt 1,5 km nordöstlich vom Zentrum von Gjoa Haven und verfügt über eine geschotterte Start- und Landebahn von 1.341 Metern Länge.